# Raubfliegen
Die Raubfliegen oder Jagdfliegen (Asilidae) sind eine Familie der Zweiflügler (Diptera) und werden innerhalb der Fliegen (Brachycera) zu den Spaltschlüpfern (Orthorrapha) gezählt. Weltweit sind etwa 7500 Arten bekannt, aufgeteilt in 565 Gattungen. Davon leben über 580 Arten in Europa und 81 Arten sind aus Deutschland bekannt. Durch ihre räuberische Lebensweise haben die Tiere einen bedeutenden Einfluss auf die Regulierung in Ökosystemen, vor allem da sie vornehmlich pflanzenfressende Insekten jagen. Es handelt sich um mittelgroße bis große Fliegen, die Mordfliegen (Laphria) werden z. B. bis 30 Millimeter groß.

## Merkmale der Raubfliegen
Aufgrund ihrer Größe sind einige Arten dieser Gruppe sehr auffällig, so etwa die Mordfliegen, welche häufig auf Lichtungen und alten Kahlschlägen vorkommen, oder die Hornissenraubfliege (Asilus crabroniformis) mit ihrem schwarzgelben Hinterleib und brauner Brust. Die Leptogaster-Arten sind dagegen libellenartig schlank. Die meisten Raubfliegen sind außerdem stark behaart. Bei vielen Arten ist der Hinterleib gegenüber dem Thorax sehr schmal, bei anderen entspricht er in seiner Breite dem Brustbereich. Die Beine dienen als Fangbeine, aus diesem Grund besitzen sie besonders an der Spitze kurze und verdickte Borsten und sind hakenartig gekrümmt.
Typisch sind bei allen Raubfliegen einige Merkmale des Kopfes, etwa die Stirnfurche zwischen den Facettenaugen und dem dazwischen liegenden Höcker mit den drei Punktaugen. Die Facettenaugen selbst sind sehr groß, wobei die Größe der Einzelfacetten zum Zentrum hin zunimmt. Die Mundwerkzeuge sind etwa kopflang und als Stech- und Saugrüssel ausgebildet, wobei sie allerdings anders als die der Stechmücken oder Bremsen zugleich auch die Beute festhalten müssen. Bei einigen Arten ist ein regelrechter Bart aus Borsten ausgebildet.

## Lebensweise der Raubfliegen

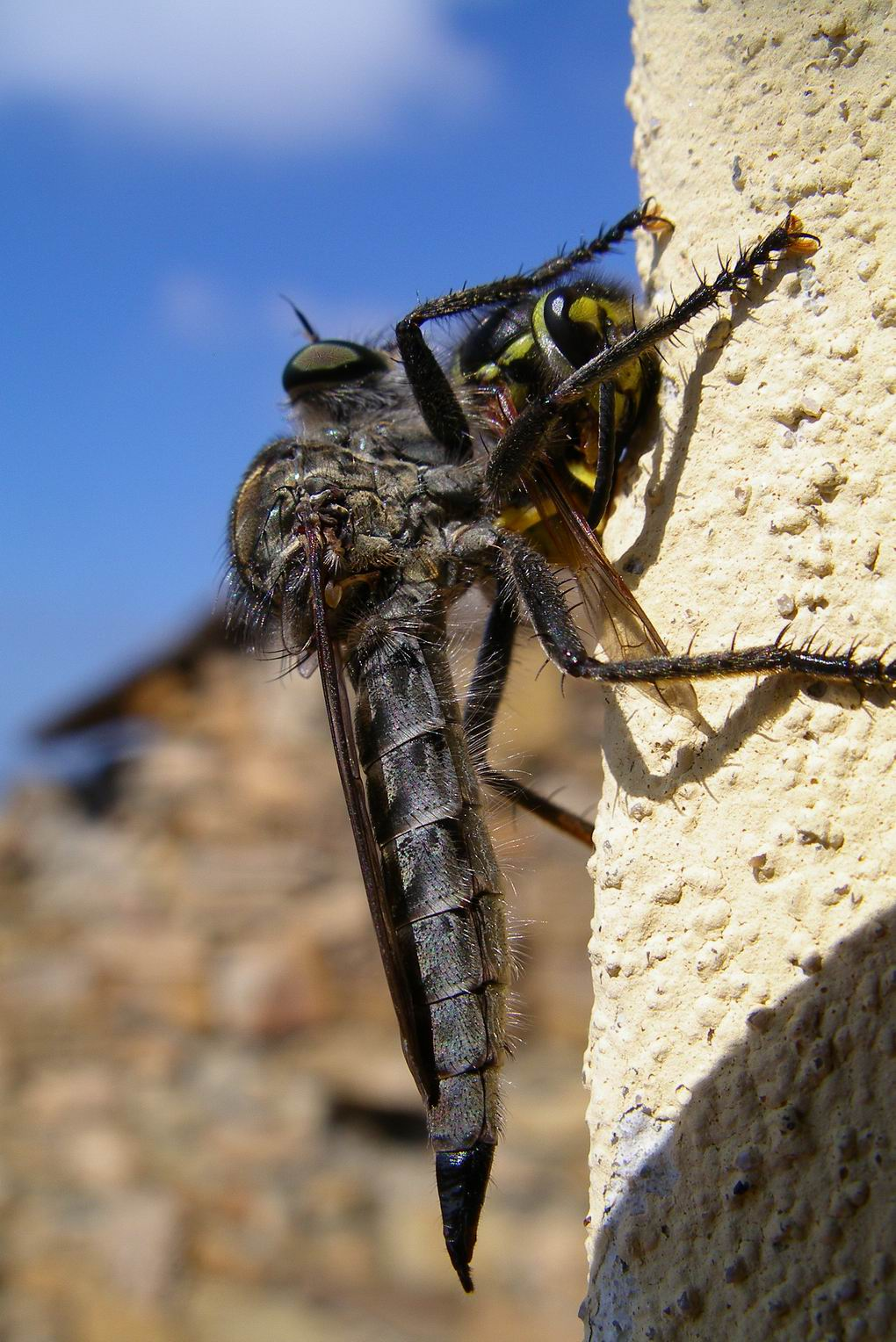
Raubfliege beim Aussaugen einer Wespe

Raubfliegen besiedeln vor allem offene Lichtungen und Flächen und jagen vornehmlich bei höheren Temperaturen. Nach verschiedenen Untersuchungen sind die optimalen Temperaturen für die meisten Arten höher als 20 Grad Celsius, mit zunehmender Kälte werden sie inaktiver. Als Augenjäger bevorzugen sie gut beleuchtete und wenig strukturierte Jagdgebiete, wobei sie häufig Baumstämme oder andere höher gelegene Abflugpunkte wählen.
Raubfliegen ernähren sich vor allem von anderen Insekten. Sie besitzen sehr harte Stechborsten, gebildet aus dem Hypopharynx und den Galeae, mit denen beispielsweise die Mordfliegen sogar den Panzer verschiedener Käfer durchstechen können. Zu ihren Beutetieren gehören dementsprechend auch Pracht- und Rüsselkäfer. Musso hat 1978 nachgewiesen, dass der Speichel der Fliegen ein Insekten tötendes Gift enthält; außerdem sind in ihm Verdauungssekrete enthalten, welche die Beute vorverdauen. Die Beute wird meist im Flug erjagt und in einem Stoßflug mit den Vorderbeinen gepackt. Dabei erfolgt der Abflug meist von leicht erhöhten Lauer-Positionen, etwa einem Baumstumpf. Die Beute wird wahrscheinlich optisch wahrgenommen und mit Kopfbewegungen fixiert. Eine Beutespezialisierung dieser Fliegen ist weitgehend unbekannt. Die Wolfsfliegen oder Steifbärte der Gattung Dasypogon erbeuten fast ausschließlich Honigbienen, Hummeln und andere Stechimmen und erhielten deshalb den englischen Beinamen „bee-catcher“. Einige Arten erbeuten auch Spinnen. Die Beute ist oft größer als der Jäger. Grundsätzlich ähnelt das Jagdverhalten sehr dem der Libellen.

## Verbreitung

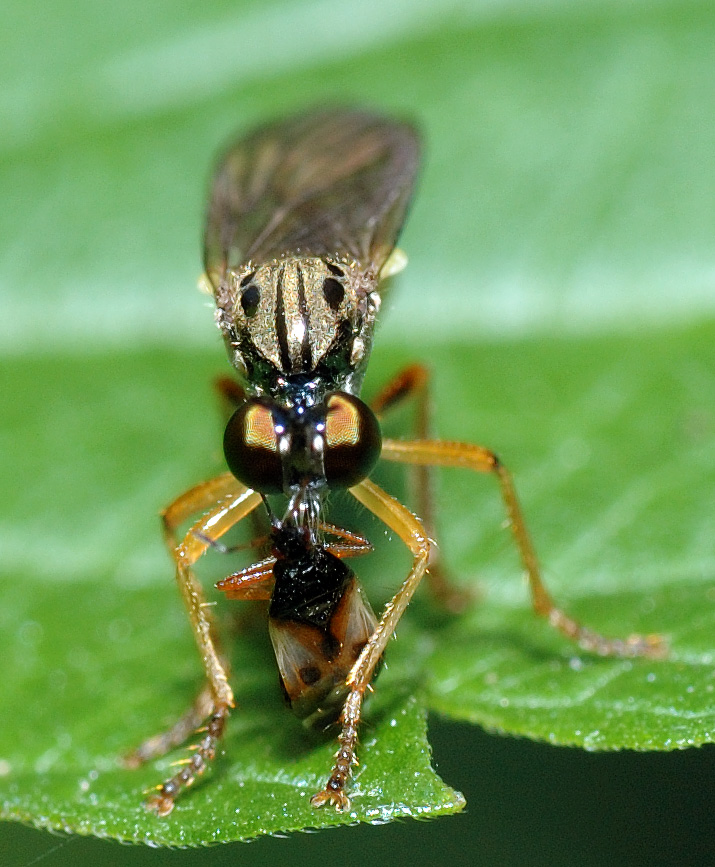
Gestreifte Habichtsfliege (Dioctria linearis ♀) mit Beute (Anthocoris nemorum)

Raubfliegen leben auf allen Kontinenten mit Ausnahme von Antarktika. Aktuell ist die größte Artenvielfalt aus den Subtropen bekannt, wobei die tropischen Regenwälder bisher nur unzureichend untersucht wurden. Viele der Arten oder Gattungen sind dabei regional typisch. Von der Inselgruppe Hawaii sind weder eingeschleppte noch heimische Arten bekannt, während auf vielen anderen Inselgruppen die Tiere zur lokalen Fauna gehören. So findet man auf beinahe allen Inselgruppen Südostasiens Raubfliegen, außerdem immer einige Arten auf den Fidschi-Inseln, Samoa und Neuseeland. Selbst von der Weihnachtsinsel ist eine Art bekannt. Zumindest  Clinopogon nicoberensis ist aus fast allen Gebieten und Inseln des Indischen Ozeans und des östlichen Pazifiks bekannt. Keine einzige Art ist bis heute weltweit verbreitet.
Die meisten Artengruppen lassen sich direkt Regionen zuordnen. So kommen etwa die Vertreter der Megapodinae nur in der Neotropis (tropische Region Amerikas) vor, hier konzentrieren sich auch die Vertreter der Atomosiini und bestimmter Gattungen der Damalini (Holcocephala-Gruppe) sowie die Gattungen Diogmites (Dasypogoninae) und Nerax (Asilinae). Die beiden letztgenannten Gattungen kommen wahrscheinlich aus Mexiko, sind heute jedoch auch über weite Teile der USA verbreitet. Vertreter der Gattungen Laphria, Cyrtopogon, Lasiopogon und Asilus finden sich vornehmlich in der nördlichen Hemisphäre, also in Eurasien und Nordamerika. Die Neolophonotus-Gruppe (Asilinae) und die Gattung Microstylum (Dasypogoninae) kommt vor allem in Südamerika vor. In Südasien und der Südostasiatischen Inselwelt finden sich die metallisch glänzenden Maira-Arten.
Die weitaus größte Anzahl der Raubfliegen lebt in sandigen und weitgehend trockenen Gebieten; vor allem in Wüsten und Halbwüsten finden sich eine Reihe von Arten, obwohl sie sich auch hier eher in der Nähe von kleinen Wasserläufen oder Vegetationsinseln aufhalten, da sich dort für die Fliegen die meiste Vegetation und auch die höchste Anzahl an Beuteorganismen findet. In den gemäßigten Klimabereichen finden sich die Tiere häufig in Waldgebieten, einige Arten können auch in Sümpfen oder feuchten Wäldern leben. Innerhalb der Wälder halten sich die Fliegen dabei wiederum vornehmlich in den Bereichen von Lichtungen auf, selbst im tropischen Regenwald findet man sie meist im Übergangsbereich zum Grasland. Entsprechend gibt es auch viele Arten in den Steppen und Savannen, die vermutlich nach den Halbwüsten die meisten Arten beherbergen. Allein in Kalifornien sind aufgrund der sehr unterschiedlichen Lebensräume und der langgezogenen Form des Landes etwa 419 Arten bekannt. In die Kälteregionen der Tundra dringen offensichtlich nur die Lasiopogon-Arten vor, die dort entlang der Flussläufe leben, während Cyrtopogon in den Gebirgen bis in Höhen von 4500 m ü. NN vorkommt.

## Fortpflanzung

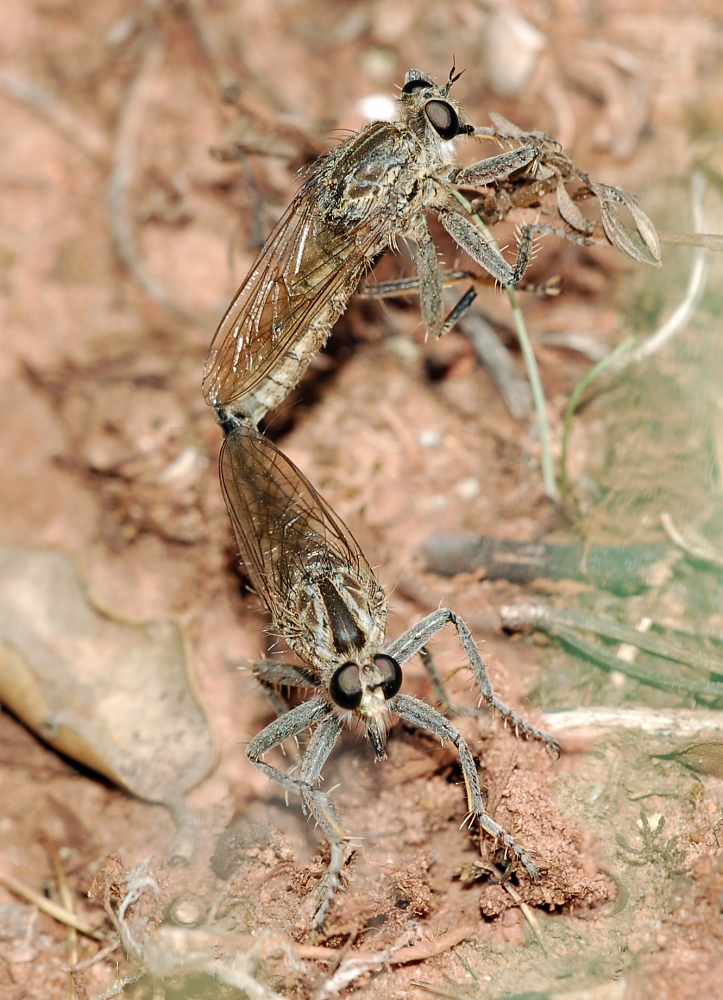
Paarung, vorn unten das Männchen

Die Begattung der Raubfliegen beginnt artspezifisch in der Luft oder am Boden. Bei einigen Arten wird sie durch Verfolgungsjagden der Partner eingeleitet, bei zahlreichen Arten, wie Heteropogon lautus und Pycnopogon fasciculatus, ist eine Flugbalz des Männchens vor dem sitzenden Weibchen bekannt. Nicht nur Männchen der Gattung Promachus sind mit besonderen Signalgebern (markant gefärbte und behaarte Beine etc.) zur Beschwichtigung der Weibchen ausgestattet. Auch die Paarung selbst unterscheidet sich bei den Arten. Einige Arten sitzen dabei aufeinander, andere bilden einen Winkel, schauen komplett in entgegengesetzte Richtungen oder wechseln während der Paarung die Stellung.

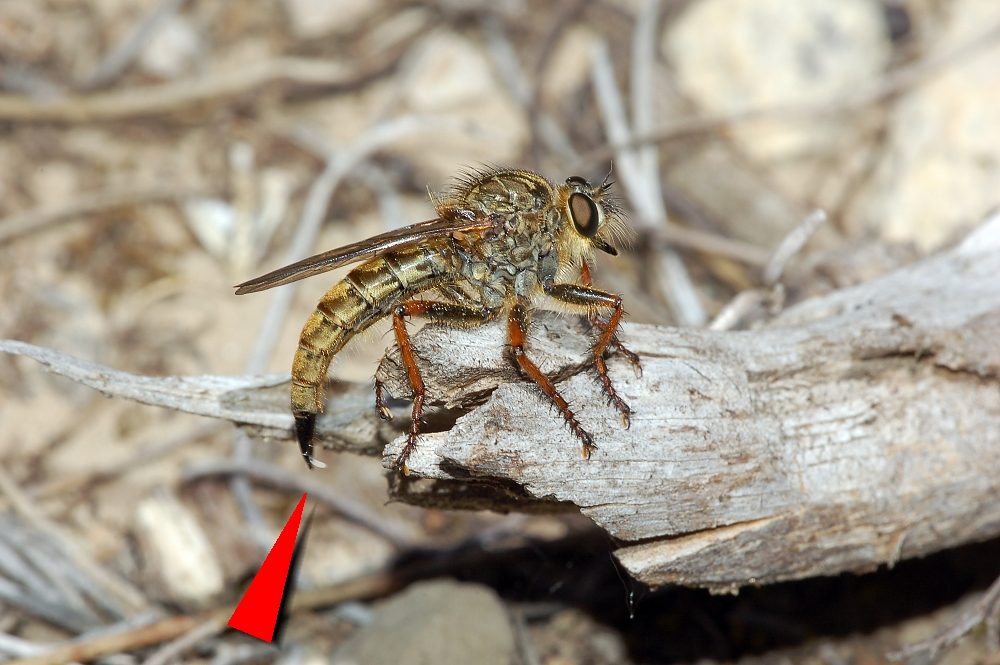
Eiablage

Die Eiablage ist sehr unterschiedlich, so lassen die Leptogaster- und die Habichtsfliegen (Dioctria) ihre Eier meist im Flug fallen („Random egg-dropping“), Laphria-Arten legen die Eier in Holz- und Rindenritzen, Philonicus-Arten graben sie mit einer speziellen Legeröhre in den Sand ein. An Pflanzen, insbesondere die Basis von Blättern legen die Dysmachus-Arten ihre Eier ab.
Die Eier sind langoval und bis zu dreimal so lang wie breit, manchmal jedoch auch nur 1,5mal so lang. Die Hülle ist weich und bei den meisten Arten nicht ornamentiert. Die Farbe variiert von weiß über gelblich bis hellbraun. Von einigen Arten ist bekannt, dass die Eier während der Eiablage mit einem seidigen Gespinst und einer harten Sandschicht geschützt werden (Dasypogon, Antipalus). Dieses Verhalten erinnert sehr an das der verwandten Wollschweber, ist aber wohl unabhängig voneinander entstanden.

## Larvalentwicklung
Die Larven sind teilweise schlank, teilweise mehr gedrungen und besitzen charakteristische Borsten am letzten und den drei ersten Segmenten sowie Kriechwarzen an der Unterseite. Die Kopfkapsel ist in der Regel schmaler als der Brustbereich und nach unten gerichtet. Sie ist durch eine leichte Sklerotisierung meist hellbraun und besitzt sehr kräftige Mandibeln an der Unterseite. Die Larven besitzen neun Hinterleibssegmente, wobei die beiden letzten teilweise verschmolzen sind, das größte Hinterleibssegment ist das siebente.
Die Larven schlüpfen nach wenigen Tagen bis Wochen und leben im Boden, unter Rinde und in Larvengängen anderer Insekten. Sie ernähren sich von anderen Insektenlarven, vor allem pflanzenfressenden Käferlarven nach bisherigen Erkenntnissen. In der Literatur finden sich noch immer Hinweise auf zerfallendes Pflanzenmaterial als Nahrung. Dabei handelt es sich wohl um eine Fehldeutung der Versuche von Melin (1923), der lediglich feststellte, dass die L1-Larven sich auch ohne tierische Nahrung zur L2-Larve entwickeln. Musso (1978) konnte u. a. an Machimus rusticus nachweisen, dass weitere Larvenstadien nur über ekto- und endoparasitische Ernährung erreicht werden. Die Larven von Nerax femoratus ernähren sich vermutlich von Heuschreckeneiern. Die Entwicklung der Larven kann mehrere Jahre dauern, im Winter kommt es zu einer Diapause. Im Gegensatz zu den Larven der verwandten Stilettfliegen, bewegen sich die im Boden lebenden Larven in tieferen Schichten. Daher ist das Auffinden durch Ausgraben sehr unergiebig.
Die Puppen sind beweglich und können sich mit Hilfe von Haken und Dornenkränzen aus dem Substrat arbeiten. Im Frühling bzw. in klimatisch begünstigten Perioden kann man dann die erwachsenen Tiere (Imagines) in größeren Mengen beim Schlüpfen aus den Puppenexuvien beobachten.

## Evolution
Die Evolution der meisten Fliegenfamilien ist nur sehr vage bekannt und stützt sich mehr auf Vermutungen als auf fossile Belege. Häufig wird zu diesem Zweck (wie bei anderen Tiergruppen auch) die noch recht ungenaue Molekulare Uhr angewendet, die auf einer Errechnung von Artspaltungsprozessen aufgrund von genetischen Unterschieden basiert. Allgemein geht man heute offensichtlich von einer Bildung der meisten Familien der Zweiflügler im Mesozoikum aus, nach Papavero (1973) sollen auch die Raubfliegen dort entstanden sein.
Der Fossilbefund reicht bis in die Kreide, möglicherweise sogar den Jura, wobei auch für die folgenden Zeitalter zahlreiche Fossilien bekannt sind. Sehr viele Nachweise stammen aus dem Bernstein. Hull (1962) nimmt noch auf der Basis dieses Fossilbefundes eine Spaltung innerhalb der Raubfliegen zu Beginn des Eozäns an, heute muss man diesen Zeitpunkt deutlich rückdatieren.

## Systematik
Die Raubfliegen werden gemeinsam mit einigen anderen Fliegentaxa der Überfamilie der Raubfliegenartigen (Asiloidea) zuordnet, die genauen systematischen Verhältnisse innerhalb dieser Gruppe sind bislang nicht vollständig geklärt, die Raubfliegen bilden hier entweder die Schwestergruppe eines gemeinsamen Taxons aus Fensterfliegen  (Scenopinidae) und Luchsfliegen (Therevidae) oder einem Taxon bestehend aus Mydidae und Apioceridae, alle fünf Familien gemeinsam stehen den Wollschwebern (Bombyliidae) gegenüber.
| N.N.                    | \| \| ? Fensterfliegen (Scenopinidae) und Luchsfliegen (Therevidae) \| \| \| \| \| \| ? Mydidae und Apioceridae \| \| \| \| \| \| ? Raubfliegen (Asilidae) \| \| Vorlage:Klade/Wartung/3 \| \| |
|                         | \| \| ? Fensterfliegen (Scenopinidae) und Luchsfliegen (Therevidae) \| \| \| \| \| \| ? Mydidae und Apioceridae \| \| \| \| \| \| ? Raubfliegen (Asilidae) \| \| Vorlage:Klade/Wartung/3 \| \| |
|                         | Wollschweber (Bombyliidae) |
|                         | |
|                         | ? Fensterfliegen (Scenopinidae) und Luchsfliegen (Therevidae) |
|                         | |
|                         | ? Mydidae und Apioceridae |
|                         | |
|                         | ? Raubfliegen (Asilidae) |
| Vorlage:Klade/Wartung/3 | |

|                         | ? Fensterfliegen (Scenopinidae) und Luchsfliegen (Therevidae) |
|                         |                                                               |
|                         | ? Mydidae und Apioceridae                                     |
|                         |                                                               |
|                         | ? Raubfliegen (Asilidae)                                      |
| Vorlage:Klade/Wartung/3 |                                                               |

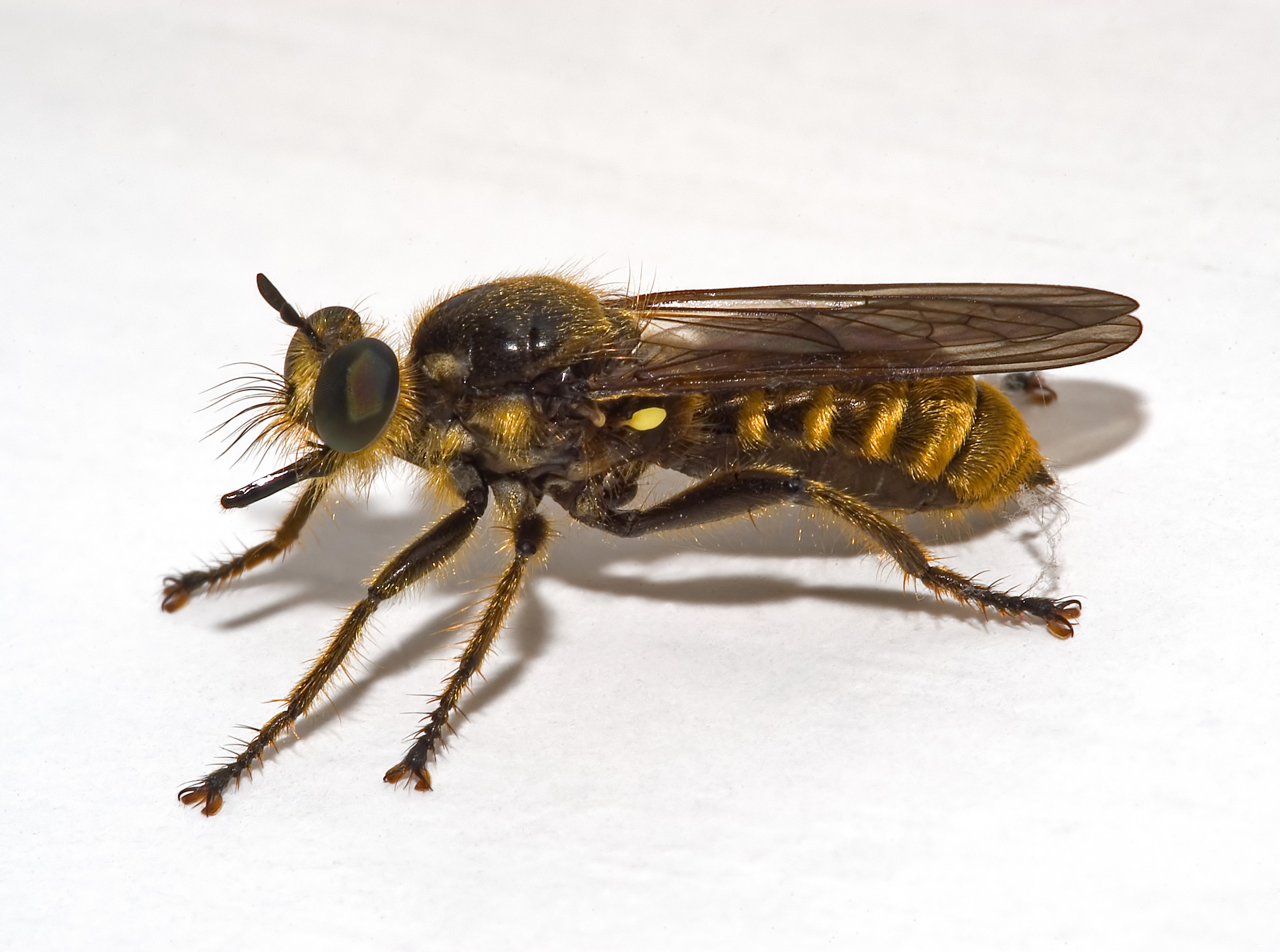
Weibchen von Choerades cf. fimbriata

Die phylogenetische Systematik innerhalb der Raubfliegen ist wie bei vielen anderen Insekten weitgehend unbekannt. Unstrittig ist die Monophylie der Raubfliegen als solche, innerhalb des Taxon wurden jedoch auf unterschiedlichen Wegen verschiedene Gruppierungen erreicht.
Klassischerweise werden die Raubfliegen in vier Unterfamilien aufgeteilt: die Asilinae, die Dasypogoninae, die Laphriinae und die Leptogastrinae. Diese Unterteilung basiert auf verschiedenen morphologischen Merkmalen, vor allem auf der Beborstung am Körper, der Flügeläderung und der Ausstattung der Mundwerkzeuge. Neuere Untersuchungen, unter anderem auf molekularer Basis, unterscheiden demgegenüber bis zu elf Taxa auf der Ebene der Unterfamilien. Die bisher fast ausschließlich morphologisch erfolgte Untersuchung wird seit wenigen Jahren durch molekulargenetische Untersuchungen ergänzt.

## Gefährdung und Schutz
Biotopkomplexe der im Artikel genannten Art finden sich sowohl in ländlichen, als auch insbesondere in randlich gelegenen, oder an Parke angrenzenden, städtischen Gebieten. Trotzdem gibt es eine größere Anzahl auf der aktuellen Rote Liste gefährdeter Tiere genannten Arten. Hierbei spielen vor allem Nutzungsänderungen und -intensivierungen eine Rolle.

## Gattungen und Arten (Auswahl)
In der folgenden Auflistung finden sich ausschließlich Arten aus Mitteleuropa:
- Unterfamilie Asilinae
  - Aneomochtherus
  - Antipalus
    - Goldafterfliege (Antipalus varipes)

  - Antiphrisson
  - Asilus
    - Hornissen-Raubfliege (Asilus crabroniformis)

  - Didysmachus
  - Dysmachus
    - Säbel-Raubfliege (Dysmachus trigonus)

  - Echthistus
  - Erax
  - Eutolmus
    - Barbarossa-Fliege (Eutolmus rufibarbis)

  - Machimus
    - Seiden-Raubfliege (Machimus arthriticus)
    - Schlichte Raubfliege (Machimus rusticus)

  - Neoepitriptus
  - Neoitamus
    - Knoten-Strauchdieb (Neoitamus cothurnatus)
    - Gemeiner Strauchdieb (Neoitamus cyanurus)
    - Kleiner Strauchdieb (Neoitamus socius)

  - Neomochtherus
    - Garten-Raubfliege (Neomochtherus geniculatus)
    - Striemen-Raubfliege (Neomochtherus pallipes)

  - Pamponerus
  - Philonicus
    - Sand-Raubfliege (Philonicus albiceps)

  - Pogonosoma
    - Pogonosoma maroccanum

  - Rhadiurgus
    - Nordische Raubfliege (Rhadiurgus variabilis)

  - Stilpnogaster
    - Stilpnogaster aemula

  - Tolmerus
    - Gemeine Raubfliege (Tolmerus atricapillus)
    - Tolmerus calceatus
    - Burschen-Raubfliege (Tolmerus cingulatus)
    - Cowins Raubfliege (Tolmerus cowini)
    - Tolmerus maximus
    - Marmorierte Raubfliege (Tolmerus micans)
    - Kleine Raubfliege (Tolmerus pyragra)
    - Strands Raubfliege (Tolmerus strandi)
- Unterfamilie Dasypogoninae
  - Dasypogon
    - Große Wolfsfliege (Dasypogon diadema)
    - Dasypogon melanopterus

  - Leptarthrus
    - Echte Schneidenfliege (Leptarthrus brevirostris)

  - Molobratia
    - Kleine Wolfsfliege (Molobratia teutonus)
- Unterfamilie Laphriinae
  - Andrenosoma
  - Choerades
    - Kleine Mordfliege (Choerades femorata)
    - Fransen-Mordfliege (Choerades fimbriata)
    - Zinnober-Mordfliege (Choerades ignea)
    - Gemeine Mordfliege (Choerades marginata)

  - Laphria
    - Sattel-Mordfliege (Laphria ephippium)
    - Gelbe Raubfliege (Laphria flava)
- Unterfamilie Leptogastrinae
  - Leptogaster
    - Gemeine Schlankfliege (Leptogaster cylindrica)
    - Wald-Schlankfliege (Leptogaster guttiventris)
    - Kleine Schlankfliege (Leptogaster pubicornis)
    - Klöppel-Schlankfliege (Leptogaster subtilis)
- Unterfamilie Stenopogoninae
  - Cyrtopogon
    - Kleine Makelfliege (Cyrtopogon lateralis)

  - Dioctria
    - Schwarze Habichtsfliege (Dioctria atricapilla)
    - Beulen-Habichtsfliege (Dioctria cothurnata)
    - Gemeine Habichtsfliege (Dioctria hyalipennis)
    - Gefleckte Habichtsfliege (Dioctria lateralis)
    - Gestreifte Habichtsfliege (Dioctria linearis)
    - Große Habichtsfliege (Dioctria oelandica)
    - Höcker-Habichtsfliege (Dioctria rufipes)

  - Holopogon
    - Schmuck-Rabaukenfliege (Holopogon nigripennis)
- Unterfamilie Stichopogoninae
  - Lasiopogon
    - Gemeiner Grauwicht (Lasiopogon cinctus)

  - Stichopogon